# Robert Dreeben
Robert Dreeben ist ein US-amerikanischer Erziehungswissenschaftler.
Dreeben war Professor für Soziologie an der Universität Chicago.
Er verfasste mit seinem Buch Was wir in der Schule lernen (1968) ein Standardwerk zur Funktionsweise der Schule.

## Veröffentlichungen
- Was wir in der Schule lernen, 1968 (Engl. Titel On what is learned in school)
- The nature of teaching
- The role behavior of school principals
- Issues in microanalysis